# Martin Meyer (Publizist)
Martin Meyer (* 4. Oktober 1951 in Zürich) ist ein Schweizer Journalist, Publizist, Essayist und Buchautor. Er war von 1992 bis 2015 Feuilletonchef der Neuen Zürcher Zeitung.

## Leben
Martin Meyer studierte in Zürich Literatur, Philosophie und Geschichte und schloss sein Studium 1976 mit der Promotion zum Dr. phil. bei Wolfgang Binder mit der Dissertation Idealismus und politische Romantik. Studien zum geschichtsphilosophischen Denken der Neuzeit (Bouvier, Bonn 1978, ISBN 978-3-416-01441-0) ab.
1974 wurde er Redaktor im Feuilleton der Neuen Zürcher Zeitung (NZZ) und 1992 als Nachfolger von Hanno Helbling Leiter des Ressorts. Von 1992 bis Ende 2015 war er Feuilletonchef der NZZ, sein Nachfolger war der Philosoph René Scheu. Neben seiner journalistischen Tätigkeit veröffentlichte Meyer als Autor und Herausgeber mehrere Bücher, u. a. eine umfangreiche Monographie über Ernst Jünger (1990), einen Band Gespräche mit Alfred Brendel (2001) und ein Porträt von Albert Camus (2013).
Er war bis 2010 mit der Publizistin Ursula Pia Jauch verheiratet.
Meyer ging 2005 die Partnerschaft mit der Amerikanerin Megan Sarah Laehn ein, die längere Zeit am Zürcher Opernhaus tätig war. Die Heirat fand 2012 in Venedig statt. Trauzeugin war Donna Leon. Meyer hat einen Sohn aus erster Ehe, Michael Johannes Meyer (* 1986), der Professor für Musikwissenschaft an der Staatlichen Hochschule für Musik Trossingen ist. Meyer lebt zusammen mit seiner Frau in Zürich.
Seit 1998 ist er Mitglied der Deutschen Akademie für Sprache und Dichtung in Darmstadt. Unter dem Pseudonym Fabio Lanz veröffentlicht er seit 2021 Kriminalromane.

## Weitere Tätigkeiten
Seit 1998 gehört Meyer dem Stiftungsrat der UBS Kulturstiftung an, und seit 2004 ist er deren Vizepräsident.
Von 2003 bis 2019 gab er jeweils jährlich im Herbst am Lucerne Piano Festival Vorträge über Klaviermusik, Klavier-Interpretation und Pianistik.
2007 rief Meyer das Live-Format der Neuen Zürcher Zeitung, «NZZ Podium», ins Leben, das er bis heute leitet.
Seit 2008 ist Meyer Delegierter und seit 2013 Präsident des Schweizerischen Instituts für Auslandforschung mit Sitz in Zürich.
2015 gründete Meyer zusammen mit Michael Gotthelf die in Zürich domizilierte Frank-Schirrmacher-Stiftung. Zum Stiftungsrat gehören auch Mathias Döpfner, Jürgen Kaube und Béatrice Wiederkehr. Die Stiftung verleiht jährlich den Frank-Schirrmacher-Preis an herausragende Persönlichkeiten des kulturell-politischen Lebens.
2016 wurde Meyer vom Verwaltungsrat der NZZ zum Vorsitzenden des neugegründeten Beirats Publizistik ernannt, den er bis 2023 leitete.
Im Mai 2024 hielt er am Collège de France (Paris) ein Referat zum Verhältnis von Philosophie und Geschichte anlässlich einer Reihe von Vorlesungen von Peter Sloterdijk.

## Publikationen

### Monografien
- Idealismus und politische Romantik: Studien zum geschichtsphilosophischen Denken der Neuzeit. Bouvier, Bonn 1978, ISBN 978-3-416-01441-0.
- Ernst Jünger. Hanser, München 1990, ISBN 978-3-446-15904-4.
- Ende der Geschichte? Hanser, München 1993, ISBN 978-3-446-17408-5.
- Tagebuch und spätes Leid. Über Thomas Mann. Hanser, München 1999, ISBN 978-3-446-19789-3.
- Alfred Brendel: Ausgerechnet ich. Gespräche mit Martin Meyer. Hanser, München 2001, ISBN 978-3-492-24479-4.
- Krieg der Werte. Wie wir leben, um zu überleben. Nagel & Kimche, München, 2003, ISBN 978-3-312-00331-0.
- Beethovens Klaviersonaten und ihre Deutung – «Für jeden Ton die Sprache finden …» – András Schiff im Gespräch mit Martin Meyer. Verlag Beethoven-Haus, Bonn 2007, ISBN 978-3-88188-107-4.
- Piranesis Zukunft: Essays zu Literatur und Kunst. Hanser, München 2009, ISBN 978-3-446-23406-2.
- Ausgerechnet ich : Gespräche mit Martin Meyer / Alfred Brendel. Hanser, München 2012, ISBN 978-3-446-24224-1.
- Albert Camus – Die Freiheit leben. Hanser, München 2013, ISBN 978-3-446-24353-8.
- Musik kommt aus der Stille: Gespräche mit Martin Meyer. Essays. Bärenreiter-Verlag, Kassel 2017, ISBN 978-3-7618-7116-4.
- Gerade gestern. Vom allmählichen Verschwinden des Gewohnten. Hanser, München 2018, ISBN 978-3-446-25843-3.
- Klassiker! Ein Gespräch über die Literatur und das Leben. Hanser, München 2019, ISBN 978-3-446-26657-5.
- Hanno Helbling. Hommage an einen vielseitigen Gelehrten. NZZ Libro, Zürich 2020, ISBN 978-3-03810-445-2.
- Corona. Erzählung. Kein & Aber, Zürich 2020, ISBN 978-3-0369-5837-8.
- Menschenkunde. 33 Stationen aus dem täglichen Leben inspiriert von Tim und Struppi. Kein & Aber, Zürich 2025, ISBN 978-3-0369-5068-6.

unter dem Namen Fabio Lanz
- Ein kaltes Herz. Sarah Contis erster Fall. Kein & Aber, Zürich 2021, ISBN 978-3-0369-5852-1.
- Das Fallbeil. Sarah Contis zweiter Fall. Kein & Aber, Zürich 2023, ISBN 978-3-0369-5879-8.
- Ikarus. Sarah Contis dritter Fall. Kein & Aber, Zürich 2024, ISBN 978-3-0369-5047-1.

### Herausgeberschaften
- Philosophie in der Schweiz. Eine Bestandesaufnahme. Von Lambert (1728–1777) bis Piaget (1896–1980). Artemis, Zürich 1981, ISBN 978-3-7608-0551-1.
- Querschnitt: Kulturelle Erscheinungen unserer Zeit. Verlag Neue Zürcher Zeitung, Zürich 1982, ISBN 978-3-85823-052-2.
- mit Hanno Helbling: Vermittlungen. Kulturbewusstsein zwischen Tradition und Gegenwart. Verlag Neue Zürcher Zeitung, Zürich 1986, ISBN 978-3-85823-147-5.
- Wo wir stehen. 30 Beiträge zur Kultur der Moderne. Verlag Neue Zürcher Zeitung, Zürich 1987, ISBN 978-3-492-10839-3.
- Vom Übersetzen – Zehn Essays. Hanser, München 1990, ISBN 978-3-446-16064-4.
- Die grosse Revolution. 1789 und die Folgen. Verlag Neue Zürcher Zeitung, Zürich 1990, ISBN 978-3-85823-263-2.
- Intellektuellendämmerung? Beiträge zur neusten Zeit des Geistes. Hanser, München 1992, ISBN 978-3-446-17123-7.
- mit Georg Kohler: Die Folgen von 1989. Hanser, München 1994, ISBN 978-3-446-17840-3.
- Kultur als Verpflichtung. Verlag Neue Zürcher Zeitung, Zürich 1996, ISBN 978-3-85823-618-0.
- mit Georg Kohler: Die Schweiz – für Europa? Über Kultur und Politik. Hanser, München 1999, ISBN 978-3-446-19542-4.
- Weltpolitik – auch im Zeichen Amerikas. Verlag Rüegger, Chur 2009, ISBN 978-3-7253-0928-3.
- Was ist schweizerisch? 34 Blicke auf ein Land. Verlag Neue Zürcher Zeitung, Zürich 2009, ISBN 978-3-03823-544-6.
- Perspektiven auf eine Welt im Umbruch. Verlag Neue Zürcher Zeitung, Zürich 2010, ISBN 978-3-7253-0957-3.
- Strategien in Politik, Wirtschaft und Wissenschaft. Verlag Neue Zürcher Zeitung, Zürich 2011, ISBN 978-3-03810-462-9.
- Zukunft Europas. Verlag Neue Zürcher Zeitung, Zürich 2012, ISBN 978-3-03810-496-4.
- Die Welt verstehen. 35 Beiträge aus der Geschichte des Schweizerischen Instituts für Auslandforschung, 70 Jahre SIAF 1943–2013. Verlag Neue Zürcher Zeitung, Zürich 2013, ISBN 978-3-03823-863-8.
- Brennpunkte im Weltgeschehen. Verlag Neue Zürcher Zeitung, Zürich 2013, ISBN 978-3-03823-825-6.
- Geopolitik im Umbruch. NZZ Libro, Zürich 2014, ISBN 978-3-03823-884-3.
- Zukunft und Werte der Demokratie. NZZ Libro, Zürich 2015, ISBN 978-3-03810-019-5.
- Europa – im Spannungsfeld zwischen Ost und West. NZZ Libro, Zürich 2016, ISBN 978-3-03810-157-4.
- Fokus Asien - Perspektiven und Herausforderungen. NZZ Libro, Zürich 2017, ISBN 978-3-03810-247-2.
- Zwischen Sicherheit und Risiko. NZZ Libro, Zürich 2018, ISBN 978-3-03810-337-0.
- Multipolare Welt. NZZ Libro, Zürich 2019, ISBN 978-3-03810-447-6.
- Die Zukunft denken. NZZ Libro, Zürich 2021, ISBN 978-3-907291-40-5.
- Pandemie und Politik. NZZ Libro, Zürich 2022, ISBN 978-3-907396-11-7.
- Krisenmanagement Schweiz. NZZ Libro, Zürich 2023, ISBN 978-3-907396-32-2.
- Sicherheitspolitik Schweiz: Strategie eines globalisierten Kleinstaats. NZZ Libro, Zürich 2024, ISBN 978-3-907396-69-8.
- Abschied von der heilen Welt. NZZ Libro, Zürich 2024, ISBN 978-3-907396-75-9

### Aufsätze
- Sartre, die Institution im Widerspruch. In: Merkur. Heft 386, Juli 1980.
- An Helmuth Plessner erinnern. In: Merkur. Heft 388, September 1980.
- Figuren der Lebenswelt – Bücher von Hans Blumenberg. In: Merkur. Heft 413, November 1982.
- Ästhetische Erfahrung – oder Erfahrung des Ästhetischen? Zum Geltungsproblem der Kunst. In: Merkur. Heft 421, Juli 1983.

## Auszeichnungen
- 2004: Prix européen de l’essai Charles Veillon (Europäischer Essaypreis Charles Veillon) für Krieg der Werte
- 2011: Ehrendoktor der Universität St. Gallen[16]
- 2015: Kythera-Preis[17]
- 2016: Ludwig-Börne-Preis[18]